# False Alarm (KT Tunstall)
False Alarm è un extended play della cantante scozzese KT Tunstall, originariamente pubblicato l'11 ottobre 2004.

## Tracce
1. False Alarm – 3:50
2. Heal Over – 4:27
3. Miniature Disasters – 3:32
4. Throw Me a Rope – 3:18